# Aulacocalyx
Genre
Aulacocalyx  est un genre de plantes de la famille des Rubiaceae.

## Liste d'espèces
Selon Catalogue of Life (22 octobre 2017) :
- Aulacocalyx camerooniana Sonké & S.E.Dawson
- Aulacocalyx caudata (Hiern) Keay
- Aulacocalyx divergens (Hutch. & Dalziel) Keay
- Aulacocalyx jasminiflora Hook.f.
- Aulacocalyx lamprophylla K.Krause
- Aulacocalyx laxiflora E.M.A.Petit
- Aulacocalyx lujae De Wild.
- Aulacocalyx mapiana Sonké & Bridson
- Aulacocalyx pallens (Hiern) Bridson & Figueiredo
- Aulacocalyx subulata (N.Hallé) Figueiredo
- Aulacocalyx talbotii (Wernham) Keay

Selon NCBI (22 octobre 2017) :
- Aulacocalyx caudata
- Aulacocalyx jasminiflora
- Aulacocalyx talbotii

Selon The Plant List (22 octobre 2017) :
- Aulacocalyx camerooniana Sonké & S.E.Dawson
- Aulacocalyx caudata (Hiern) Keay
- Aulacocalyx divergens (Hutch. & Dalziel) Keay
- Aulacocalyx jasminiflora Hook.f.
- Aulacocalyx lamprophylla K.Krause
- Aulacocalyx laxiflora E.M.A.Petit
- Aulacocalyx lujai De Wild.
- Aulacocalyx mapiana Sonké & Bridson
- Aulacocalyx pallens (Hiern) Bridson & Figueiredo
- Aulacocalyx subulata (N.Hallé) Figueiredo
- Aulacocalyx talbotii (Wernham) Keay

Selon Tropicos (22 octobre 2017) (Attention liste brute contenant possiblement des synonymes) :
- Aulacocalyx auriculata K. Schum.
- Aulacocalyx brevilobus Hutch. & Dalziel
- Aulacocalyx camerooniana Sonké & S.E.Dawson
- Aulacocalyx caudata (Hiern) Keay
- Aulacocalyx diervilleoides (K. Schum.) E.M.A. Petit
- Aulacocalyx divergens (Hutch. & Dalziel) Keay
- Aulacocalyx infundibuliflora E.M.A. Petit
- Aulacocalyx jasminiflora Hook. f.
- Aulacocalyx lamprophylla K. Krause
- Aulacocalyx laxiflora E.M.A. Petit
- Aulacocalyx leptactinoides K. Schum.
- Aulacocalyx letestui (Pellegr.) E.M.A. Petit
- Aulacocalyx lujae De Wild.
- Aulacocalyx mapiana Sonké & Bridson
- Aulacocalyx pallens (Hiern) Bridson & Figueiredo
- Aulacocalyx subulata (N. Hallé) Figueiredo
- Aulacocalyx talbotii (Wernham) Keay
- Aulacocalyx triloculare Scott-Elliot
- Aulacocalyx trilocularis Scott-Elliot